# Paul Apted
Paul Apted (Manchester, 9 de fevereiro de 1967 — Los Angeles, 4 de julho de 2014) foi um editor de som inglês, filho do também cineasta Michael Apted com Jo Apted.